# Переконувальна комунікація
Переконувальна комуніка́ція або переконувальне спілкування — різновид масової комунікації, завданням якого є переконування у власній правоті, апелювання до когось зайняти чітку позицію, принципово діяти, пропонувати бажані інтерпретації та оцінки, раціонально обґрунтовувати слушність певних поглядів.

## Використання
Персвазивна комунікація функціонує в засобах масової інформації, політичному маркетингу (пропаганді), public relations, рекламі. У персвазивній діяльності важливо професійно володіти мистецтвом персвазії, тобто мистецтвом переконування. Таке вміння потрібне для фахового виконання праці в редакціях газет, радіо, телебачення, інтернет порталах, прес-службах, під час виборчих кампаній та ін.
За теорією персвазивного впливу стоїть досвід соціальної, когнітивної та соціально-когнітивної психології із базовими для цих наукових ділянок концепціями «поведінка», взаємодія", «соціальні стимули», «пізнавальні процеси», «обробка інформації», «репрезентація соціального знання», «формування перцептивного досвіду», «моделі зміни установок».

## Соціально-психологічні основи теорії персвазивного мовлення
Персвазивна теорія як напрям досліджень тематично близька до зацікавлень тисячолітньої риторичної школи, концептуально схожа через близьке сусідство з нею, але розвивається все більш відокремлено. Функціональну автономію персвазивної комунікації обґрунтовують потребою вивчення не лише «засобів», а й процесу переконування, не лише організації аргументативного поля, а й особливостей психоментальних реакцій на персвазивні стимули.
Якщо теорія аргументації веде мову про логічні й структурно-текстові засоби переконування, то персвазивна теорія має справу із феноменами такого тонкого плану, коли аргументу немає — у його класичному розумінні, — а вплив є. Вона зорієнтована не на канон, а на розмаїття повсякденних уживань мови. Тема поведінкових, практичних наслідків впливу артикульована у персвазивній теорії як вираження того стану переконаності і того комунікативного ефекту, які для риторики є поняттями доволі абстрактними.
Розвитку персвазивної теорії значною мірою посприяли її пристосувальні реакції на динамізм і прагматичну орієнтованість політичної, споживчої, поп-культурної комунікації з їх прагненням до негайних і статистично верифікованих ефектів. Персвазивні концепції виростали із досліджень ринку, споживчих установок, ефективності пропагандистських стимулів у військових умовах. Віра у те, що вплив можна цілковито прорахувати і раціонально запрограмувати, живила ентузіазм емпірично орієнтованих дослідників персвазивного мовлення і надихала практику соціально-психологічних експериментів. Аналіз емпіричних та експериментальних даних був доволі корисним для формулювання рекомендацій практикам паблік рилейшнз і маркетингу, але ще важливішим виявився сам «алхімічний» дослідницький процес. Після того, як теорія соціального впливу розвинула свої розуміння до концептуального рівня, розставити у комунікативній теорії соціально-психологічні наголоси було лише справою часу.
Класична теорія аргументації не оминула проблематики позалогічних інструментів упливу, намагаючись охопити їх у категоріях емоційно-образних засобів переконування, сугестивних технік. Але персвазивна теорія зробила їх предметом особливої уваги. Зокрема, вона зацікавлена паралінгвістичними аспектами сучасної культури і можливостями психологічного стимулювання у груповій та масовій комунікації: "Студії з аргументації є частиною досліджень персвазивності, але персвазивна теорія зазвичай розглядає ширший інструментарій візуальних символів, мовних стратегій і способів зацікавлення аудиторії ".
«Функцію переконування персвазивна теорія виділяє з-поміж інших мовних і комунікативних функцій і виокремлює явище персвазивної комунікації як повідомлення чи сукупності повідомлень, метою яких є формування, утвердження або зміна поглядів сприймача тексту» .
Наслідком персвазивного процесу вважають установки, уявлення, емоції і поведінку. Це не ізольовані «види» психічних станів, а елементи перцептивно-поведінкового циклу.